# Thyreus praevalens
Thyreus praevalens là một loài Hymenoptera trong họ Apidae. Loài này được Kohl mô tả khoa học năm 1905.